# Saint-Gilles, Indre
Saint-Gilles là một xã ở tỉnh Indre ở miền trung nước Pháp. Xã này có diện tích 7,68 km², dân số năm 2016 là 109 người. Khu vực này có độ cao trung bình 210 mét trên mực nước biển.